# Põhja
Põhja – wieś w Estonii, w prowincji Harju, w gminie Kuusalu.